# George Sabra
George Sabra (en árabe: جورج صبرة‎) es un político socialdemócrata sirio, presidente del Consejo Nacional Sirio desde el 10 de noviembre de 2012. Presidió además la Coalición Nacional Siria, el principal órgano opositor del país durante la rebelión de 2011-2012 durante más de dos meses.

## Miembro del Partido Comunista Sirio
Sabra fue durante mucho tiempo miembro del Partido Comunista Sirio y opositor a los gobiernos de Hafez al-Asad y Bashar al-Asad. Como consecuencia de ello, pasó más de 8 años en prisión y fue detenido varias veces.

## Miembro del Consejo Nacional Sirio
Durante los inicios de la rebelión en Siria, Sabra se unió al principal órgano opositor, el Consejo Nacional Sirio, y llegó a ser su portavoz.
El 10 de noviembre de 2012, Sabra fue elegido presidente de dicho órgano. Inmediatamente después de su elección, Sabra se dirigió a los periodistas para declarar que lo único que necesitaban para defender el derecho de los sirios a "sobrevivir y a protegerse con armas".
Sabra quiso ser ejemplo de que la oposición siria no es islámicamente sectaria, ya que él profesa la religión cristiana.

## Miembro de la Coalición Nacional Siria
Tras la dimisión voluntaria del Presidente de la Coalición Nacional Siria Moaz al-Jatib en marzo de 2013, y su posterior confirmación en abril, George Sabra fue elegido líder del grupo, el más importante dentro de la oposición siria.
En la rueda de prensa posterior a su nombramiento, Sabra marcó como sus objetivos conseguir la intervención de Naciones Unidas  para poner fin a los "odiosos crímenes" cometidos por Bashar al-Asad, al tiempo que desribió la situación en Damasco como "un genocidio", y demandó  al Gobierno libanés que asegurara la frontera para impedir la entrada en Siria de combatientes de Hezbolá, los cuales combaten junto con el Ejército lealista a las fuerzas de la oposición.